# Zoriàne
Zoriàne (en ucraïnès: Зоряне) és un poble de la República Autònoma de Crimea a Ucraïna, que el 2014 tenia 351 habitants. Pertany al districte de Txornomórske.